# Myiozetetes luteiventris
El bienteveo pechioscuro (Myiozetetes luteiventris), también denominado benteveo crestado, sirirí pechirrayado o suelda pechioscuro (en Colombia),  tirano pechioscuro o mosquero pechioscuro (en Ecuador), pispirillo cresta anaranjada (en Venezuela) o mosquero de pecho oscuro (en Perú), es una especie de ave paseriforme de la familia Tyrannidae perteneciente al género Myiozetetes. Es nativo de América del Sur, en la cuenca del Amazonas y el escudo guayanés.

## Distribución y hábitat
Se distribuye en dos áreas disjuntas; en el escudo guayanés en Guyana, Surinam, Guayana Francesa y extremo noreste de Brasil; y en la cuenca amazónica del sur de Venezuela, sureste de Colombia, este de Ecuador, este de Perú, norte de Bolivia y la Amazonia brasileña (excepto el cuadrante noreste).
Esta especie es considerada poco común en sus hábitats naturales: el dosel y los bordes de selvas húmedas de terra firme, es el más florestal de todos los Myiozetetes. Principalmente por debajo de los 800 m de altitud.

## Sistemática

### Descripción original
La especie M. luteiventris fue descrita por primera vez por el zoólogo británico Philip Lutley Sclater en 1858 bajo el nombre científico Elaenia luteiventris; su localidad tipo es: «río Napo, Ecuador».

### Etimología
El nombre genérico masculino «Myiozetetes» se compone de las palabras del griego «muia, muias» que significa ‘mosca’, y «zētētēs» que significa ‘perseguidor’; y el nombre de la especie «luteiventris», se compone de las palabras del latín «luteis» que significa ‘amarillo azafrán’, y «ventris, venter» que significa ‘vientre’.

### Taxonomía
En el pasado, ha sido transferida en idas y vueltas entre el actual género y Tyrannopsis, principalmente debido a su tamaño menor y coloración peculiar cuando comparada con sus actuales congéneres. Los datos genéticos indican fuertemente que la presente especie es hermana de Myiozetetes granadensis y ambas forman un clado con el par formado por Myiozetetes cayanensis y M. similis. La validez de la subespecie septentrionalis es incierta.

### Subespecies
Según las clasificaciones del Congreso Ornitológico Internacional (IOC) y Clements Checklist/eBird se reconocen dos subespecies, con su correspondiente distribución geográfica:
- Myiozetetes luteiventris luteiventris (P.L. Sclater), 1858 – este de Ecuador y sureste de Colombia (al sur desde Putumayo y Vaupés) al este hasta el sureste de Venezuela (sur de Bolívar), al sur por la Amazonia brasileña (al este hasta el este de Pará y oeste de Maranhão, al sur hasta Rondônia y norte de Mato Grosso), este de Perú (Loreto y Madre de Dios, probablemente también en más lugares) y extremo noroeste de Bolivia (Pando, norte de La Paz).
- Myiozetetes luteiventris septentrionalis Emmet Reid Blake, 1961 – las Guayanas y adyacente noreste de Brasil (Amapá).